# Галашин, Александр Сергеевич
Александр Сергеевич Галашин (род. 30 апреля 2005, Рыбинск) — российский кикбоксёр и тайбоксёр.

## Биография
В 2022 году Александр отправился на чемпионат мира по кикбоксингу WAKO (K1) в составе сборной России. Чемпионат проходил в Италии, Александр занял первое место в своей весовой категории. По итогам соревновательного года был удостоен звания Мастер спорта России международного класса.
В 2023 году в составе сборной Москвы занял первые места на Чемпионате России по тайскому боксу и на Кубке России по кикбоксингу.
По итогам Чемпионата России по тайскому боксу ему также было присвоено звание Мастера спорта России по тайскому боксу.